# Micrabraxas nigromacularia
Micrabraxas nigromacularia là một loài bướm đêm trong họ Geometridae.